# Und der Anschlag auf die U8
Und der Anschlag auf die U8 ist das fünfte Mixtape der Berliner Hip-Hop-Formation K.I.Z. Es erschien am 21. Juni 2024 zeitgleich zum Studioalbum Görlitzer Park über das Label Eklat Tonträger und wird von Warner Music vertrieben.

## Produktion
Das Mixtape wurde fast komplett von dem Musikproduzenten-Duo Drunken Masters produziert, das die Musik zu 15 der 16 Titel beisteuerte. Lediglich der Song Europäisches Mädchen wurde von Nico K.I.Z produziert.

## Covergestaltung
Das Albumcover zeigt das von Gris gemalte Bild einer brennenden gelben U-Bahn. Der Hintergrund ist weiß gehalten und auf Schriftzüge wurde verzichtet.

## Gastbeiträge
Auf vier Liedern des Mixtapes sind neben K.I.Z weitere Künstler zu hören. So hat der Rapper Stunna666 einen Gastauftritt im Song Wahrheit, während das Drunken-Masters-Mitglied Johannes Gehring auf Backstage zu vertreten ist. Der Hintergrundgesang in Ich mache Geld und Alphamann stammt von BZC.

## Titelliste
| #  | Titel                          | Gastmusiker      | Produzenten     | Länge |
| -- | ------------------------------ | ---------------- | --------------- | ----- |
| 1  | Olaf und die geheime Fabrik    |                  | Drunken Masters | 1:49  |
| 2  | Illuminati                     |                  | Drunken Masters | 3:20  |
| 3  | Familienfeier                  |                  | Drunken Masters | 3:06  |
| 4  | Ich mache Geld                 | BZC              | Drunken Masters | 2:39  |
| 5  | Backstage                      | Johannes Gehring | Drunken Masters | 4:00  |
| 6  | Marmeladentoastbrot            |                  | Drunken Masters | 1:12  |
| 7  | Usedom                         |                  | Drunken Masters | 2:11  |
| 8  | Uhh                            |                  | Drunken Masters | 2:34  |
| 9  | Endstation                     |                  | Drunken Masters | 2:07  |
| 10 | Bundeswehr                     |                  | Drunken Masters | 2:12  |
| 11 | German Rap to Study to         |                  | Drunken Masters | 2:35  |
| 12 | Alphamann                      | BZC              | Drunken Masters | 1:47  |
| 13 | Vielen Dank Michael Schumacher |                  | Drunken Masters | 3:03  |
| 14 | Wahrheit                       | Stunna666        | Drunken Masters | 2:30  |
| 15 | Europäisches Mädchen           |                  | Nico K.I.Z      | 1:25  |
| 16 | Wir gehen auf ein Rapkonzert   |                  | Drunken Masters | 2:28  |

## Chartplatzierungen
Und der Anschlag auf die U8 stieg am 28. Juni 2024 auf Platz 13 in die deutschen Albumcharts ein und konnte sich vier Wochen in den Top 100 halten. In Österreich erreichte das Mixtape Rang 36 und in der Schweiz Position 14.
| ChartsChartplatzierungen | Höchstplatzierung | Wochen |
| ------------------------ | ----------------- | ------ |
| Deutschland (GfK)        | 13 (4 Wo.)        | 4      |
| Österreich (Ö3)          | 36 (1 Wo.)        | 1      |
| Schweiz (IFPI)           | 14 (2 Wo.)        | 2      |

## Rezeption
| Professionelle Bewertungen | Professionelle Bewertungen |
| -------------------------- | -------------------------- |
| Kritiken                   |                            |
| Quelle                     | Bewertung                  |
| laut.de                    | [ 5 ]                      |

Yannik Gölz von laut.de bewertete das Mixtape mit vier von fünf Punkten. Es sei „ein Austoben für all die guten und schlechten Ideen, die man nicht verloren sehen will. Ja, es ist Gimmick, ja, es ist Klamauk, aber die Gimmicks und der Klamauk machen durch die Bank Spaß“. Dabei hätten alle Songs „ein eigenes, extrem spezifisches Konzept“ und seien „oft musikalisch besser, als sie sein sollten.“ Einige Texte fühlten sich jedoch so an, als „wurde einfach ein Schlagwort als Thema gewählt und dann so semilustige Punchlines drumherum gesammelt.“